# Cheiracanthium rehobothense
Cheiracanthium rehobothense är en spindelart som beskrevs av Embrik Strand 1915. Cheiracanthium rehobothense ingår i släktet Cheiracanthium och familjen sporrspindlar.
Artens utbredningsområde är Israel. Inga underarter finns listade i Catalogue of Life.